# Aïn Bénian (Algeri)
Aïn Bénian è un comune dell'Algeria, situato nella provincia di Algeri.